# Fort Resolution
Fort Resolution (Deninoo Kue „moose island“) ist eine „settlement corporation“ in der South Slave Region in den Nordwest-Territorien, in Kanada. Die Gemeinde liegt an der Mündung des Slave River in den Großen Sklavensee und am Ende des Fort Resolution Highways (Highway 6). Sie ist der älteste dokumentierte Ort in den Nordwest-Territorien. Fort Resolution hatte eine Schlüsselstellung auf der nördlichen Wasser-Pelzhandelsroute. Der Ort ist als ein nationales Kulturerbe anerkannt.
Die Bevölkerungszahl betrug laut kanadischem Zensus von 2006 484 Einwohner. Die Mehrheit der Einwohner sind Dene oder Métis. Die vorherrschenden Sprachen sind Englisch, Chipewyan und Michif.
Die Stadt besitzt ein Eishockeystadion, eine Bürgerhalle, ein Altenheim, eine RCMP-Station und zwei Tankstellen. Ein kleiner Flugplatz, Fort Resolution Airport, bietet Charterflüge und dient für medevac-Flüge. Das älteste Gebäude der Stadt ist die katholische Kirche, die im frühen 19. Jahrhundert gebaut wurde. Der Strand des Great Slave Lake ist der Hauptplatz für Schwimmen, Vogelbeobachtung und Erholung. Die Einwohner fischen und jagen Karibus, Schneehühner und Kaninchen das ganze Jahr über.
Das nahe gelegene Pine Point war einst eine Bleimine. Als der Wert von Blei in den 1980er Jahren sank, wurde die Mine geschlossen und der Ort aufgegeben. Viele der Häuser wurden für $1 verkauft und in Fort Resolution oder Hay River wieder aufgebaut.
„Deninu Days“ in Spätaugust ist eine Feier anlässlich der beginnenden Karibujagdsaison mit Paraden, Spielen und Talentwettbewerben. Eine Erholungsmöglichkeit ist der nahe „Little Buffalo River Crossing“, ein Territorial Park, mit historischen und Naturattraktionen.
Fort Resolution wird durch die Deninu Kue First Nation repräsentiert und ist Teil des Akaitcho Territory Government.